# Peliococcus albertaccius
Peliococcus albertaccius är en insektsart som beskrevs av Goux 1990. Peliococcus albertaccius ingår i släktet Peliococcus och familjen ullsköldlöss. Inga underarter finns listade i Catalogue of Life.